# 卢梭学院

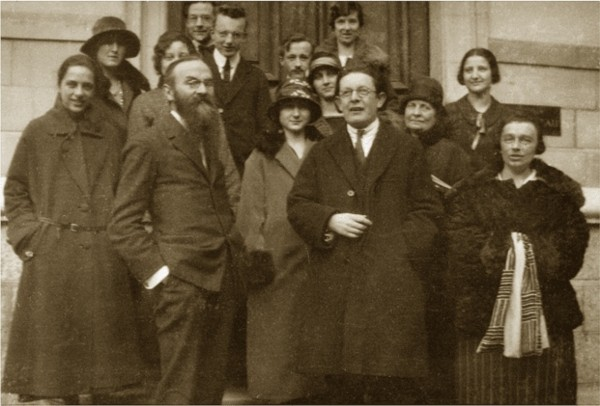
卢梭学院

卢梭学院（Rousseau Institute），又称让-雅克·卢梭学院（Institut Jean-Jacques-Rousseau），是瑞士日内瓦的一所学校，被认为是欧洲第一个教育科学研究机构。现为日内瓦大学心理学和教育学院。

## 历史
1912年，爱德华·克拉帕雷德创立了一所学院，旨在将教育理论转化为一门科学。克拉帕雷德将教育理论的“哥白尼式革命”归功于卢梭，把孩子而不是教师置于教育过程的中心，因此这所新机构以让-雅克·卢梭的名字命名。
克拉帕雷德任命皮埃尔·博维为院长，他认为博维既是一位哲学家，又是一位严谨的科学家。1921年至1925年间，让·皮亚杰接任学院领导。根据皮亚杰的说法，他一到学院就组织自己的研究，以便“客观地、归纳地获得有关智力基本结构的知识”，并利用这些知识发展心理学和生物学认识论。1929年起，挂靠日内瓦大学。令皮亚杰沮丧的是，他的理论工作并没有那么成功。1975年，成为日内瓦大学心理学和教育学院（FPSE）。皮亚杰一直担任院长，直到1980年去世。